# Supertramp (음반)
《Supertramp》는 영국의 록 밴드 슈퍼트램프의 데뷔 스튜디오 음반으로, 1970년 7월 14일에 발매되었다. 첫 번째 영국 언론은 《And I'm Not Like Other》라는 제목으로 발매되었지만, 이 제목은 레이블에만 인쇄되었다. 일부 국가에서는 《Surely》 (싱가포르), 그리고 《Now and Then》 (스페인)라는 제목으로 발매되었다.
1977년 후반까지 미국에서 발매되지 않았으나, 수입업체를 통해 구입할 수 있었으며 주로 영국 수입 전문 음반 상점에서 판매되었다. 1977년에 이 음반은 미국 빌보드 200에서 158위에 올랐다.

## 배경
이 음반의 모든 가사는 리처드 파머에 의해 쓰여졌다. 파머 자신은 나중에 당시 "like having to do school work (학교 공부를 해야 하는 것처럼)" 가사를 쓰는 것을 고려했다고 말했다. 이 곡들의 음악은 모두 릭 데이비스와 로저 호지슨이 공동으로 작곡했다.
이 음반은 밴드 멤버들 (트래픽과 스푸키 투스가 늦은 시간에 녹음했다는 소식을 듣고 연료로 사용됨)이 밤에 녹음하는 데 "마법"이 있다는 미신 때문에 오전 12시부터 오전 6시까지 진행되는 야간 세션에서 전적으로 녹음되었다. 호지슨은 나중에 "불변하게도 우리의 엔지니어인 로빈 블랙은 리처드 파머와 많이 싸웠기 때문에 세션 도중에 잠이 들곤 했다"고 회상했다. 그러나 그는 그 결과 나온 음반을 좋아했고, 10년 이상 후에 "그것은 매우 순진했지만, 좋은 분위기를 가지고 있다"고 평했다.
이 음반을 홍보하기 위해 밴드는 발매 몇 주 후 열린 1970년 아일오브와이트 페스티벌에서 연주했다.
슈퍼트램프의 세 번째 음반인 《Crime of the Century》 (1974년)의 곡들이 밴드의 라이브 세트에 소개되면서, 슈퍼트램프의 곡들은 대부분 떨어졌고, 다시는 돌아오지 않았다. 두 예외는 〈Home Again〉과 〈Surely〉로, 이후 몇 년 동안 앙코르 공연에서 가끔 연주되었다. 〈Surely〉는 밴드의 컴필레이션 CD에도 수록되어 있다.

## 평가
| 전문가 평가                   | 전문가 평가 |
| 평가 점수                     | 평가 점수   |
| 출처                          | 점수        |
| ----------------------------- | ----------- |
| AllMusic                      | [ 5 ]       |
| Encyclopedia of Popular Music | [ 6 ]       |
| The Rolling Stone Album Guide | [ 7 ]       |

이 음반에 대한 비판적인 평가는 일반적으로 긍정적이며, 《데일리 익스프레스》의 주디스 사이먼스는 "유망한 음악가-시인 그룹이 만든 이 데뷔 음반이 '프로그레시브 팝'이라는 레이블로 지나가는 대부분의 디스크보다 오히려 멜로디컬하다"고 평했다. 그럼에도 불구하고, 이 음반은 상업적으로 실패했다.
그들의 회고적 리뷰에서 올뮤직은 이 음반이 "작곡과 음악의 전반적인 유출보다 키보드와 기타에 더 큰 강조와 관심을 부여하면서 가식적인 기악곡으로 가득 차 있다"고 말했다. 하지만, 그들은 이 음반의 "열정과 미묘함의 혼합"이 매력적이라는 것을 인정했다.

## 곡 목록
모든 곡들은 릭 데이비스와 로저 호지슨에 의해 작사/작곡하였다.
| #  | 제목                                               | 재생 시간 |
| -- | -------------------------------------------------- | --------- |
| 1. | 〈Surely〉                                         | 0:31      |
| 2. | 〈It's a Long Road〉                               | 5:33      |
| 3. | 〈Aubade / And I Am Not Like Other Birds of Prey〉 | 5:17      |
| 4. | 〈Words Unspoken〉                                 | 3:59      |
| 5. | 〈Maybe I'm a Beggar〉                             | 6:44      |
| 6. | 〈Home Again〉                                     | 1:15      |

| #   | 제목                 | 재생 시간 |
| --- | -------------------- | --------- |
| 7.  | 〈Nothing to Show〉  | 4:53      |
| 8.  | 〈Shadow Song〉      | 4:23      |
| 9.  | 〈Try Again〉        | 12:02     |
| 10. | 〈Surely (Reprise)〉 | 3:08      |

## 인증
| 국가                                                  | 인증 | 판매량/출하량 |
| ----------------------------------------------------- | ---- | ------------- |
| 캐나다 (뮤직 캐나다)                                  | 골드 | 75,000^       |
| 프랑스 (SNEP)                                         | 골드 | 500,000*      |
| *판매량을 기반으로 한 인증 ^출하량을 기반으로 한 인증 |      |               |